# غونغ لي
غونغ لي (بالصينية: 巩俐) (مواليد 31 ديسمبر 1965)، هي ممثلة صينية. بزغ نجمها العالمي لأول مرة على يد المخرج الصيني زانج ييمو.

## السيرة الذاتية
ولدت غونغ في شنيانغ، الصين.والدها كان بروفيسور في الاقتصاد, ووالدتها كانت معلمة.نشأت غونغ في جينان-عاصمة مقاطعة شاندونغ.كان حلمها منذ صغرها أن تصبح ممثلة.و عرفت بتفوقها في فصول الرقص والغناء أيام المدرسة.انضمت إلى كلية بكين الرئيسية للدراما عام 1985 وتخرجت في 1989. كانت ماتزال طالبة هناك عندما أختارها المخرج الصيني زانج ييمو عام1987 لأول فيلم له كمخرج، فيلم الذرة البيضاء المحمرة, والذي حصل على جائزة الدب الذهبي في مهرجان برلين السينمائي.

## الحياة المهنية
أصبحت غونغ واحدة من أنجح الممثلات في السينما الصينية,بشهرة امتدت خارج الصين. وتعتبر إحدى أجمل النساء في الصين. لوحظ نجاحها الفني عندما حصلت على جوائز عالمية في مهرجان فينيسا السينمائي ومهرجان نيويورك للإنتقادالسينمائي.وقد حافظت على شعبية واسعة على مر السنين. بلإضافة إلى التمثيل، تعمل أيضا كمغنية هاوية، عندما شاركت في الأداء الغنائي في فيلم عصابة شانغهاي. وقد حصلت أيضا على وسام الاداب والفنونعام 1998.
اشتهرت بمشاركتها العديدة لأفلام المخرج الصيني زانج ييمو, كما شكلا ثنائي فني ناجح, انتشرت بين الأوساط الفنية عن علاقة حب تجمعهما, في عام 1996 تزوجت غونغ من رجل الأعمال السنغافوري اوي هوي سونج.توقف التعاون الفني بين غونغ وزانغ حتى عام 2006 عندما إختارها لبطولة فيلم لعنة الوردة الذهبية.مشاركات غونغ في هوليود محدودة فبلإضافة إلى فيلم الصندوق الصيني عام 1997, ثم امتدت مشاركاتها في هوليود في فيلممذكرات فتاة الجيشا الذي أنتج عام 2005, والذي وصفها الناقد السينمائي ريتشارد كورليس في مجلة التايمز بقوله: (أنها استلهمت فيه مجد الممثلة بيتا دافيس). كما ظهرت في عام 2006 في فيلم فساد ميامي, وفيلم نشأة هانيبال عام 2007.
في عام 2006, صنفت أدائها مجلة بريمير الفنية في فيلم: الوداع يا عشيقتي كأفضل 89 أداء على الإطلاق.
مدح أدائها المخرجين ستيفن سبيلبرغ, أوليفر ستون, وميخائيل منن في تصريحات لهم.
كتبت فرقة الروك الأمريكية رد هوت شيلي ببرز أغنية تحمل اسمها, الأغنية أصدرت في النسخة اليابانية من ألبومهم كاليفورنيا والذي أصدر عام 1999. السبب في تسمية الأغنية غونغ لي كان في الأغلب أنها تحمل نغمة ذات طابع شرق اسيوي.

## الأعمال

### أفلام
| السنة | الفيلم                              | الاسم الصيني         | معلومات إضافية                                                                                          |
| ----- | ----------------------------------- | -------------------- | --- |
| 1987  | الوردة البيضاء المحمرة              | 红高梁               | |
| 1989  | الإمبراطورة الأرملة                 | 西太后               | |
| 1989  | مستر صن شاين                        | 開心巨無霸           | |
| 1989  | اسم الكوجر المشفر                   | 代号美洲豹           | جائزة الورود المائة لأفضل ممثل مساند لعام 1981                                                          |
| 1990  | المحارب الطيني                      | 秦俑                 | جائزة مهرجان هونغ كونغ السينمائي لأفضل ممثلة                                                            |
| 1990  | جو دو                               | 菊豆                 | |
| 1991  | إله المقامرين 3: العودة إلى شانغهاي | 賭俠2之上海灘賭聖    | |
| 1991  | ارتفاع الفانوس الأحمر               | 大红灯笼高高挂       | جائزة الورود المائة لأفضل ممثلة لعام 1993                                                               |
| 1991  | الوليمة                             | 豪門夜宴             | |
| 1992  | قصة کیوجو                           | 秋菊打官司           | جائزة الديك الذهبي لأفضل ممثلة لعام 1993 وجائزة مهرجان البندقية السينمائي لأفضل ممثلة                   |
| 1992  | ماري من بكين                        | 夢醒時分             | |
| 1992  | الوداع يا عشيقتي                    | 霸王别姬             | جائزة مهرجان نيويورك للإنتقادالسينمائي لأفضل ممثلة مساندة لعام 1993                                     |
| 1993  | تلميذ الغزل                         | 唐伯虎點秋香         | |
| 1994  | مذكرة التنين                        | 新天龍八部之天山童姥 | |
| 1994  | روح مسكونة بلأشباح                  | 画魂                 | |
| 1994  | للحياة                              | 活着                 | جائزة شلوترودس لأفضل ممثلة لعام 1995                                                                    |
| 1994  | ملك شو الغربية                      | 西楚霸王             | |
| 1995  | عصابة شانغهاي                       | 摇啊摇，摇到外婆桥   | |
| 1996  | القمر الفاتن                        | 风月                 | جائزة مهرجان هونغ كونغ السينمائي لأفضل ممثلة لعام 1997                                                  |
| 1997  | الصندوق الصيني                      |                      | |
| 1998  | الإمبراطور والسفاح                  | 荆柯刺秦王           | |
| 2000  | كسر الصمت                           | 漂亮妈妈             | جائزة الديك الذهبي لأفضل ممثلة لعام 2000 وجائزة مهرجان مونتريال السينمائي العالمي لأفضل ممثلة لعام 2000 |
| 2002  | قطار خاو يو                         | 周渔的火车           | |
| 2004  | 2046                                |                      | |
| 2004  | الشوق                               |                      | |
| 2005  | مذكرات فتاة الجيشا                  |                      | جائزة الستالايت للأداء العالي في دور الممثلة المساندة                                                   |
| 2006  | فساد ميامي                          |                      | |
| 2006  | لعنة الوردة الذهبية                 | 满城尽带黄金甲       | جائزة هونغ كونغ السينمائي لأفضل ممثلة لعام 2007                                                         |
| 2007  | تمرد هانيبال                        |                      | |
| 2020  | مولان(فيلم)                         |                      | |

## روابط خارجية
- غونغ لي على موقع IMDb (الإنجليزية)
- غونغ لي على موقع الموسوعة البريطانية (الإنجليزية)
- غونغ لي على موقع روتن توميتوز (الإنجليزية)
- غونغ لي على موقع مونزينجر (الألمانية)
- غونغ لي على موقع قاعدة بيانات الأفلام العربية
- غونغ لي على موقع ألو سيني (الفرنسية)
- غونغ لي على موقع ميوزك برينز (الإنجليزية)
- غونغ لي على موقع تيرنر كلاسيك موفيز (الإنجليزية)
- غونغ لي على موقع أول موفي (الإنجليزية)
- غونغ لي على موقع قاعدة بيانات الأفلام السويدية (السويدية)